# Unión de Úzhgorod
La Unión de Úzhgorod, también referida como Unión de Ungvár, fue la decisión tomada en 1646 por un grupo de 63 sacerdotes rutenos ortodoxos de la región meridional de los montes Cárpatos (en el Reino de Hungría), de unirse a la Iglesia católica en términos similares a la Unión de Brest de 1596 en las tierras de la Comunidad polaco-lituana. Esta decisión es el origen de la Iglesia católica bizantina rutena.

## Historia
El primer intento de entrar en una unión en el Reino de Hungría se llevó a cabo en 1614 en el monasterio de Red Brod cerca Medzilaborets en Eslovaquia.

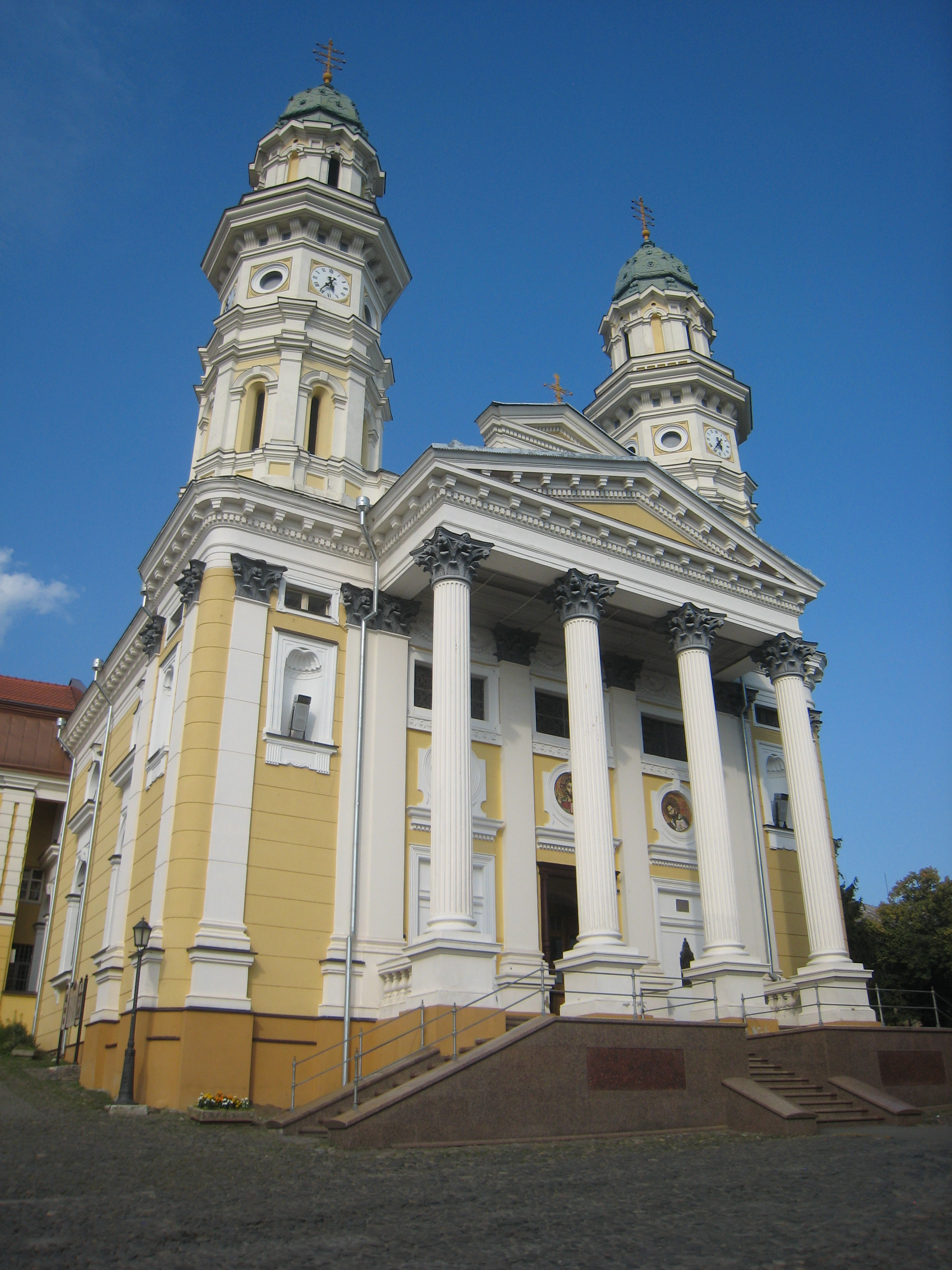
Catedral de Uzhhorod, donde fue promulgada La Unión de Úzhgorod.

La Unión de Úzhgorod fue firmada en el castillo de Úzhgorod el 24 de abril de 1646 por el obispo católico Jakusits de Eger. La unión fue iniciada en el lado de ruteno por la Orden Basiliana bajo la dirección del monje Petro Parfenii (Peter Parthenius). El acuerdo permitió que el rito bizantino fuera preservado y que los nuevos sacerdotes "uniatos" serían elevados al estatus del clero católico. Como clero ortodoxo su estatus había sido el de los vasallos con los deberes feudales requeridos.
Los monjes basilianos, encabezados por Parfenii, accedieron a la Unión de Úzhgorod basándose en los siguientes entendimientos:

Creemos todo y cada cosa que nuestra Santa Madre Iglesia Romana nos pide que creamos. Reconocemos que el Santísimo Padre Inocencio X es el Pastor universal de la Iglesia de Cristo y nuestro Pastor, y nosotros con el deseo de nuestro sucesor y deseamos depender de él en todo; con, sin embargo, la adición de estas condiciones:

- Primero: Que se nos permita retener el rito de la Iglesia griega;
- Segundo: Tener un obispo elegido por nosotros y confirmado por la Sede Apostólica;
- Tercero: Disfrutar libremente de las inmunidades eclesiásticas.

Una copia original de la Unión fue descubierta en mayo de 2016, con una media página seguida de una página y media de firmas de los sacerdotes locales que buscaban la plena comunión con la Iglesia católica local. La Unión está documentada en una petición fechada el 16 de enero de 1652, en la que seis archidiáconos piden a la Santa Sede que confirme a Parfenii como obispo de Mukácheve.
La Unión fue aprobada por el Sínodo en Tyrnov (1648), sin embargo el papa no ratificó esas condiciones en ese momento, porque Parfenii en 1651 aceptó la consagración como obispo por el metropolitano ortodoxo Alba Iulia. La ratificación papal se produjo en 1655 cuando Parfenii fue reconocido como un obispo católico. Después de una primera ampliación de sus fronteras en 1721, la diócesis fue elevada a eparquía en 1771 y ampliada para incluir toda Rutenia.
En 1949 las autoridades de la Unión Soviética revocaron la Unión, creando la eparquía ortodoxa de Mukácheve-Úzhgorod, bajo el Patriarcado de Moscú. A fines de los años 80 la Iglesia católica bizantina fue restablecida en Transcarpatia, después de la relajación de la persecución religiosa soviética. En 1996 la Santa Sede celebró solemnemente el 350 aniversario de la unión con una carta apostólica.